# 施樑
施樑（1581年—？年），字仔吾，號澹寧，浙江湖州府歸安縣人，明朝政治人物。

## 生平
由學生中式萬曆二十五年（1597年）丁酉科浙江乡试第八十三名舉人，萬曆三十八年（1610年）登庚戌科會試八十九名，第三甲第一百四十九名進士。都察院觀政，授廣東肇庆府高明縣知縣，萬曆四十三年（1615年），調繁順德縣，先後擔任四十三年乙卯科、四十六年戊午科廣東鄉試同考官。天启元年，擢江西道御史。二年十二月长芦巡盐。

## 家族
曾祖施泰，登仕郎。祖父施大有。父施嘉，封文林郎；母范氏（贈孺人）；繼母茅氏。具庆下。兄施棟、施壽明（乙未進士、任刑部主事）、施尚文（儒士）、施浚明（壬辰進士、湖广参政）、施尚质（儒士）、施尚彬（经历）、施尚忠（儒士）、施有庆、施湛明、施朝明、施用明，俱庠生。弟施淳化（监生）、施玄度、施象明、施澄明，俱庠生。
從兄施壽明、施浚明，皆進士。